# Тимошко, Тамара Михайловна
Тамара Михайловна Тимошко (Тимошко-Горюшко) (род. 11 июля 1942, Астрахань, Сталинградская область) — советская и украинская артистка оперетты, Заслуженная артистка УССР (1969), Народная артистка УССР (1980), солистка Киевского национального академического театра оперетты.

## Биография
Родилась 11 июля 1942 года в городе Астрахань.
В 1961 году стала артисткой Киевского театра оперетты (с 1959 по 1961 обучалась в студии при этом театре). С 1980 года — народная артистка Украины. Среди самых популярных спектаклей с участием актрисы -  «Сорочинская ярмарка», «Летучая мышь», «За двумя зайцами», «Небесные ласточки», «Зойкина квартира». Снималась в фильме «Партизанская искра» (1957).

## Награды
- Орден княгини Ольги 1-й степени (17 декабря 2014) — за весомый личный вклад в развитие театрального искусства, многолетний плодотворный труд и высокое профессиональное мастерство;
- Орден княгини Ольги 2-й степени (16 декабря 2009) — за весомый личный вклад в развитие украинского театрального искусства, высокий профессионализм и по случаю 75-й годовщины основания Киевского академического театра оперетты;
- Орден княгини Ольги 3-й степени (24 февраля 2005) — за весомый вклад в развитие украинского театрального искусства, высокое исполнительское мастерство и многолетний творческий труд;
- Народная артистка УССР (1980);
- Заслуженная артистка УССР (1969);
- Почётная грамота Верховной рады Украины (2005);
- Премия имени Леси Украинки (2012)[1]